# Benediktinerabtei St. Mauritius (Tholey)

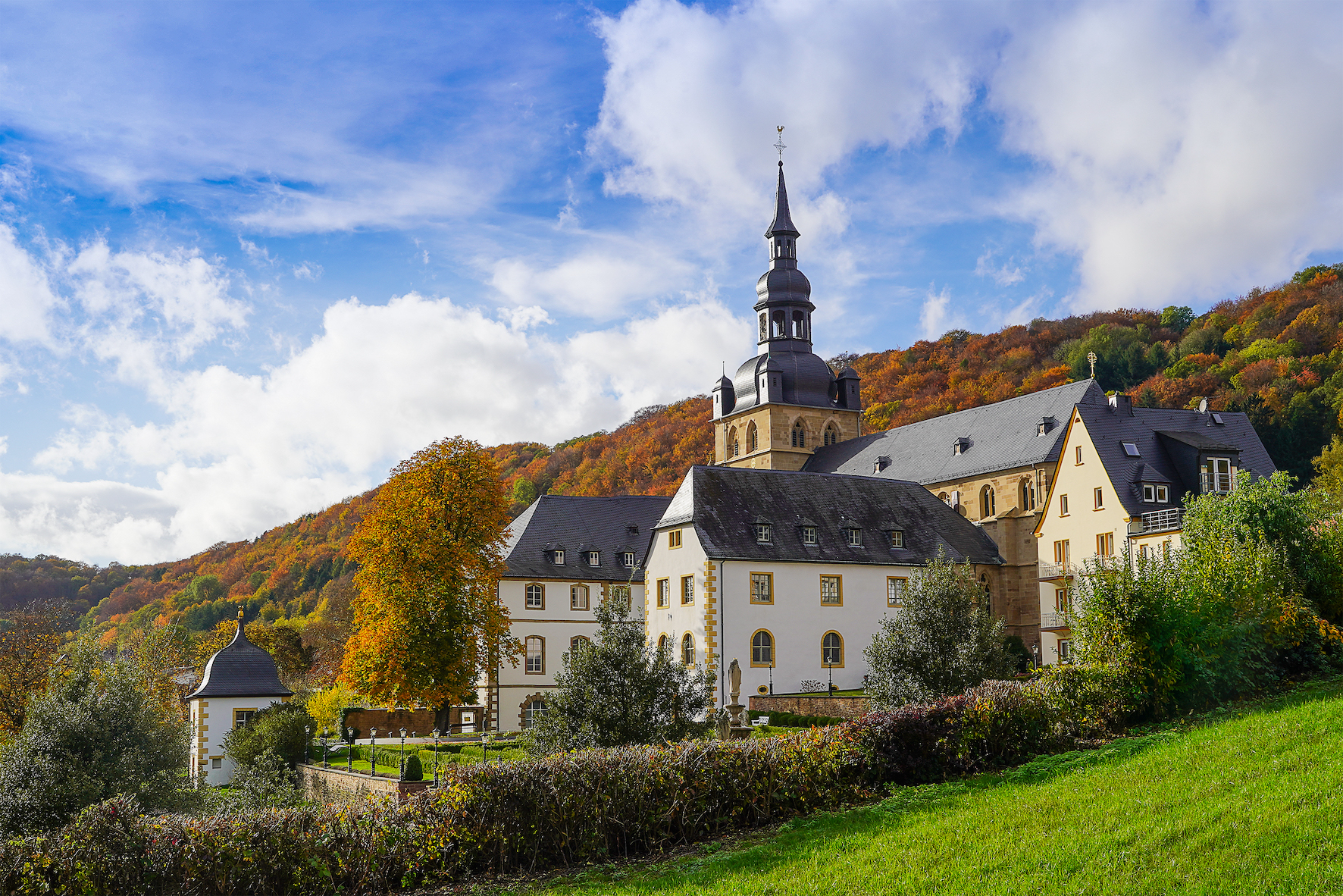
Benediktinerabtei St. Mauritius in Tholey

Die Abtei Tholey in Tholey im Saarland ist ein Benediktinerkloster im Bistum Trier und gehört der Beuroner Kongregation an. Die Abtei gilt als eines der ältesten Klöster auf deutschem Boden und wurde 634 n. Chr. erstmals urkundlich erwähnt. Die heutige Abteikirche aus dem 13. Jahrhundert zählt zu den ältesten gotischen Kirchen Deutschlands. Die Abteikirche Tholey steht unter dem Patrozinium des heiligen Mauritius. Patroziniumstag der Abteikirche ist der 22. September. Der aktuelle lateinische Wahlspruch der Abtei lautet „fides cum benignitate“ („Glaube mit Menschlichkeit“).

## Geschichte

### Die Stiftung Tholeys durch Adalgisel Grimo

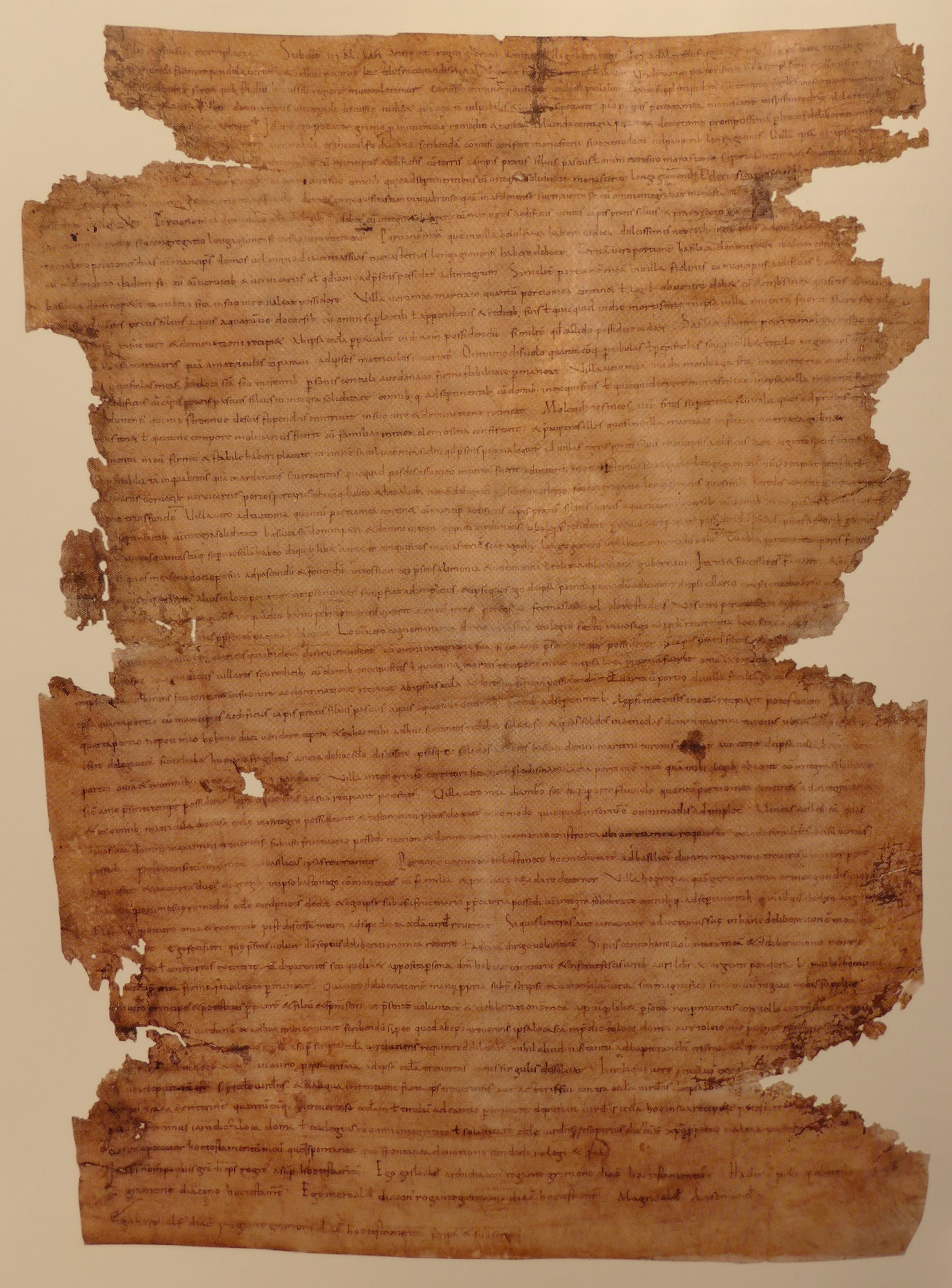
Testament des Adalgisel Grimo, Abschrift aus dem 10. Jh., gilt als ältestes Schriftstück des Rheinlandes (Landeshauptarchiv Koblenz, Bestand 1 a, Nummer 1)

Der fränkische Adelige und Diakon der Verduner Kirche, Adalgisel Grimo, bestimmte am 30. Dezember 634 in seinem Testament unter anderem, dass sein Besitz im Ort Tholey mitsamt der dort von ihm errichteten „loca sanctorum“ an das Bistum Verdun, dem zu dieser Zeit Bischof Paulus vorstand, fallen sollte. Auf Bitten Adalgisel Grimos entsandte der Bischof von Trier, der auch die Tholeyer Kirche weihte, Kleriker nach Tholey.
Die Urkunde des Adalgisel Grimo gilt heute als die älteste erhaltene Urkunde des Rheinlandes. Sie ist in einer Abschrift des 10. Jahrhunderts erhalten und wird heute im Landeshauptarchiv Koblenz aufbewahrt. Adalgisel Grimo verfügte über zahlreiche, weit gestreute Güter im austrasischen Reichsteil, vor allem zwischen der Maas, den Ardennen und dem Hunsrück.
Nach dem Bau seiner Eigenkirche in Tholey hatte sich Adalgisel Grimo an den Trierer Bischof gewandt, Kleriker zu schicken und die Tholeyer Kirche zu weihen. Während Trier die geistlichen Besitzrechte an Tholey zukommen, werden die weltlichen Rechte dem Bischof von Verdun zugesprochen.
Die Verbindung der späteren Abtei Tholey mit dem Bistum Verdun blieb das ganze Mittelalter über bestehen und wurde in den 1680er-Jahren von französischen Gerichten als Rechtsgrund angeführt, in den sogenannten „Reunionen“ das gesamte Schaumberger Land mit dem Königreich Frankreich zu vereinigen.

### Mittelalter

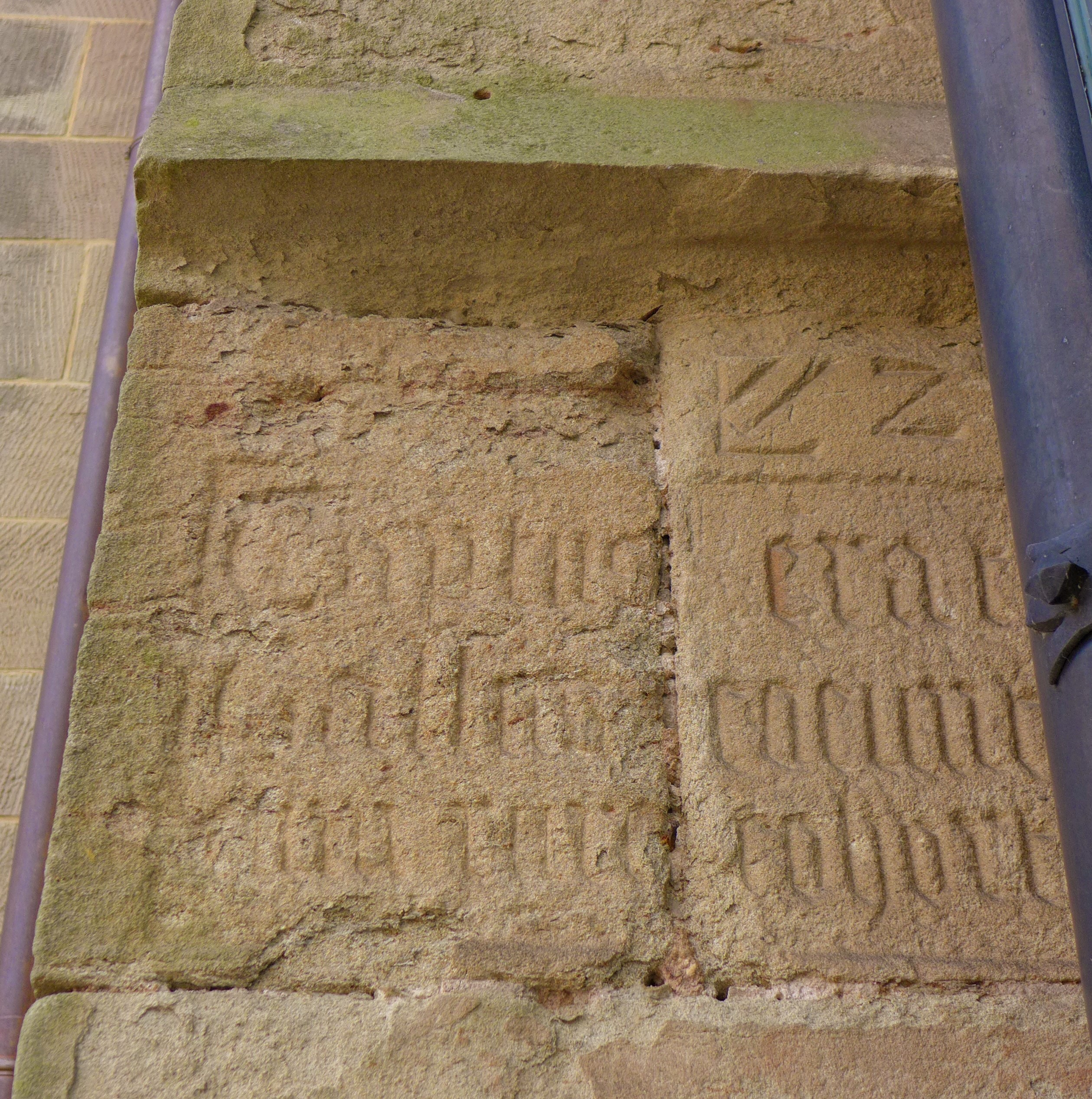
Baustein mit der lateinischen Inschrift „Captus erat Gallus, coeunt cum rure cohortes“ (Übersetzung: Der Hahn war gefangen, es kämpften Kohorten mit Bauern), Hintergrund: Im Jahr 1525 war der französische König Franz I. von kaiserlichen Truppen im italienischen Pavia gefangen genommen worden. Im gleichen Jahr wurden die Bauernheere des Deutschen Bauernkrieges von den fürstlichen Heeren besiegt. Durch das Aufhalten der Bauernhaufen in St. Wendel war die Gefahr einer Plünderung der Abtei Tholey weggefallen. Die Jahreszahl ist als Chronogramm im Text versteckt, nicht schulmäßig, sondern:
m = 1000, g + 4 × c = 500, 5 × u = 25.

Die heute noch bestehende Klosteranlage befindet sich auf den Trümmern einer römischen Bäderanlage. Vermutlich noch im 7. Jahrhundert bildete sich an dieser Stelle eine Klerikergemeinschaft zunächst columbanischer Prägung.
Auf Weisung von Magnerich, von 566 bis 600 Bischof von Trier, schlossen sich die Eremiten zu klösterlichen Gemeinschaften zusammen. Einer solchen ersten Gemeinschaft am Fuße des Schaumbergs soll der Legende nach der heilige Wendelin als erster Abt von Tholey vorgestanden haben.
Im Zeitraum der Jahre 662 bis 675 verließ der Tholeyer Abt Craudingus das Kloster und gründete westlich von Verdun in den Argonnen das Kloster St. Maurice de Beaulieu (Waslogium / Beaulieu-en-Argonne). In Tholey setzte er als seinen Nachfolger seinen Neffen Croduin/Froduin ein. Beide hatten als Äbte den Rang eines Bischofs inne. Craudingus wurde später in der Diözese Verdun unter dem Namen St. Rouin als Heiliger verehrt.
Im Jahr 781 kam es zwischen dem Tholeyer Abt Anno und Bischof Petrus von Verdun zu einem Gütertausch, bei dem das Haupt des heiligen Bischofs Paulus von Verdun als Reliquie nach Tholey überführt wurde. Im Jahr 853 beschenkte die Witwe des Grafen Nithad, Erkanfrida, zu ihrem Jahrgedächtnis das Kloster Tholey mit hundert Solidi. Kaiser Lothar I. und dessen Sohn Lothar II. entzogen Tholey im Zeitraum der Jahre 843 bis um 865 dem Bischof von Verdun und gaben es an Laienäbte. Um das Jahr 865 erwarb Bischof Hatto von Verdun das Kloster mit Unterstützung des Papstes für das Bistum Verdun zurück. Die Bischöfe von Verdun besetzten von nun an für etwa die nächsten hundert Jahre den Abtsstuhl von Tholey in Personalunion. Bischof Hatto hatte vor dem Jahr 869 Reliquien der heiligen Verduner Bischöfe Maurus, Salvinus und Arator nach Tholey überführen lassen. Am 31. Dezember 879 starb Bischof Bernhard von Verdun in Tholey und wurde im Kloster beigesetzt, wo er noch im 16. Jahrhundert als Heiliger verehrt wurde.
Das benediktinische Leben begann in Tholey vermutlich um die Mitte des 8. Jahrhunderts. Erstmals schriftlich als Benediktinerkloster bezeugt wurde Tholey in den Jahren 916/917 unter dem Verduner Bischof Dabo. Um das Jahr 947 gab Bischof Bernger von Verdun dem Kloster Tholey einen regulären Abt.
Abt Eberwin verfasste nach dem Tod von Simeon am 1. Juni 1035 dessen Vita und betrieb dessen Heiligsprechung; Simeon wurde 1035 durch Papst Benedikt IX. heiliggesprochen. Simeon war nach Ulrich von Augsburg der zweite Heilige, der offiziell kanonisiert wurde.
Im 10. Jahrhundert geriet die Abtei Tholey in zunehmendem Maße unter den Einfluss des Erzstiftes Trier und wurde eines von fünf unter Erzbischof Radbod eingerichteten Archidiakonaten.

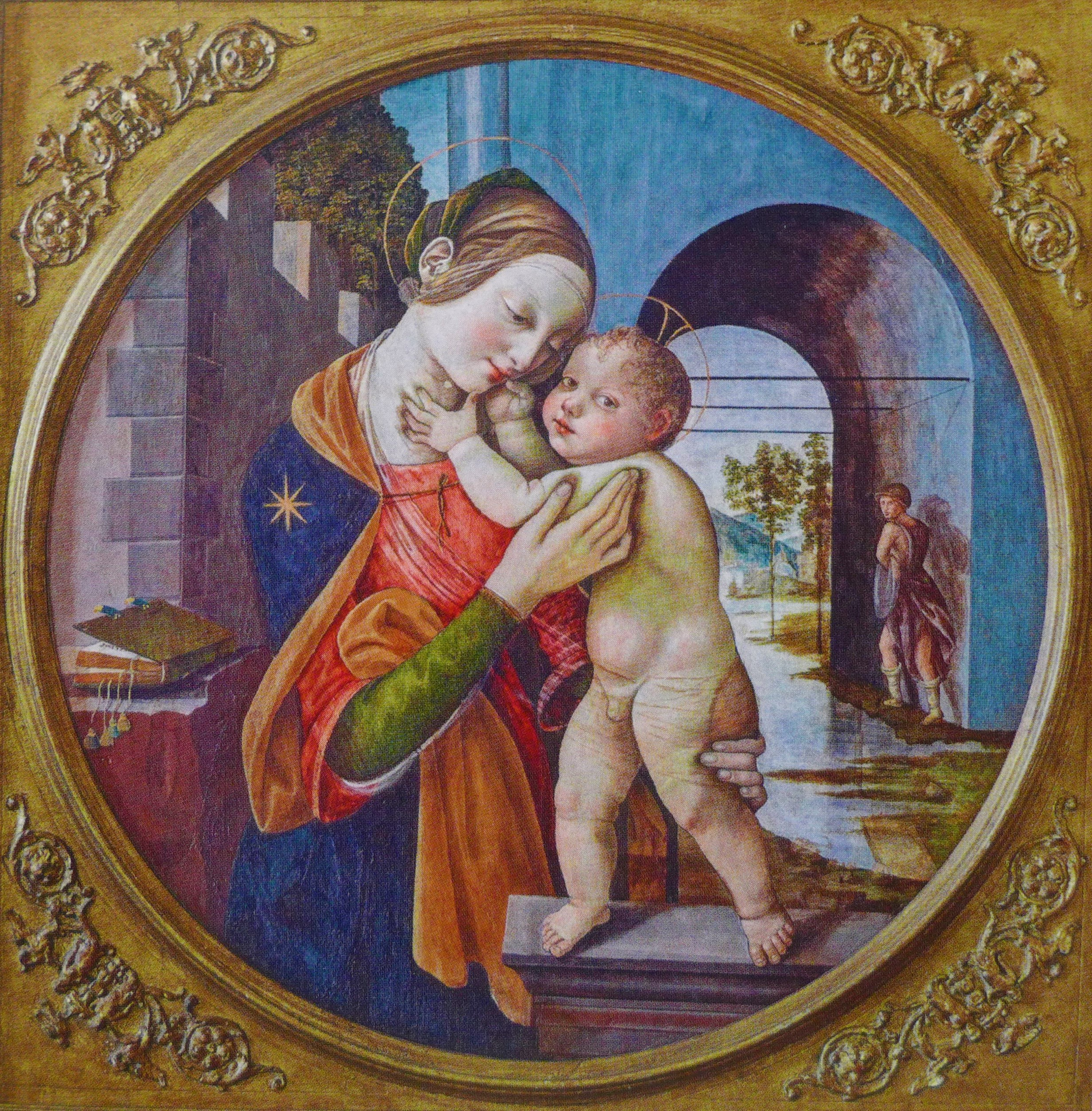
Madonna mit Kind (Florenz Anf. 16. Jh., Meister der Angiolini, Tempera auf Holz)

Der am 1. Juni 1066 in Ürzig ermordete Trierer Erzbischof Kuno I. von Pfullingen, der Neffe des Kölner Erzbischofs Anno II., wurde auf Betreiben des Verduner Bischofs Theoderich am 25. Juli 1066 in einer an die Tholeyer Abteikirche angebauten Grabkapelle bestattet und wurde ab diesem Zeitpunkt als Mitpatron neben dem heiligen Mauritius verehrt. Autor der Vita Kunos war der Tholeyer Mönch Theoderich. Sein zwischen 1056/1080 verfasstes Werk schildert zahlreiche Wunder des Ermordeten. In der Folgezeit entwickelte sich eine blühende Wallfahrt zum Grabe des Kuno. Noch im 18. Jahrhundert wurde Pilgern in Tholey die von Schwertstößen durchbohrte Tunika des Heiligen gezeigt.
Um das Jahr 1142 schwor Abt Theoderich von Tholey dem Trierer Erzbischof Albero von Montreuil den Oboedienzeid. Im Jahr 1171 wurde der Tholeyer Abt Gregor aus dem Hause der Grafen von Blieskastel zusätzlich Abt des Klosters Prüm.
Abt Hugo (1264–1280) begann mit dem Bau der heute noch bestehenden frühgotischen Abteikirche. Im Jahr 1332 brannte die Tholeyer Abteikirche aus, wobei Reliquien auf als Wunder gedeutete Weise gerettet werden konnten.
Abt Thomas II. aus dem Geschlecht der Herren von Sötern leitete im Jahr 1422 eine benediktinische Reformsynode in Trier. Die Phase des Niedergangs in Tholey endete aber erst unter Abt Damian von Lommersweiler: Im Jahr 1483 trat die Abtei der Bursfelder Kongregation bei, und 1485 die Reform des Klosters wurde 1585 durchgeführt. Sieben Reformmönche aus der Abtei Maria Laach und einer aus St. Pantaleon in Köln sorgten unter dem aus den Niederlanden stammenden Abt Gerhard von Hasselt (1489–1517) für einen neuen Aufschwung der Abtei. Abt Gerhard von Hasselt war zuvor Mönch in Maria Laach gewesen und gilt als eine der führenden Persönlichkeiten der Bursfelder Reformkongregation. Sein Werk wurde von Abt Balthasar aus Utrecht fortgeführt.

### 17. Jahrhundert

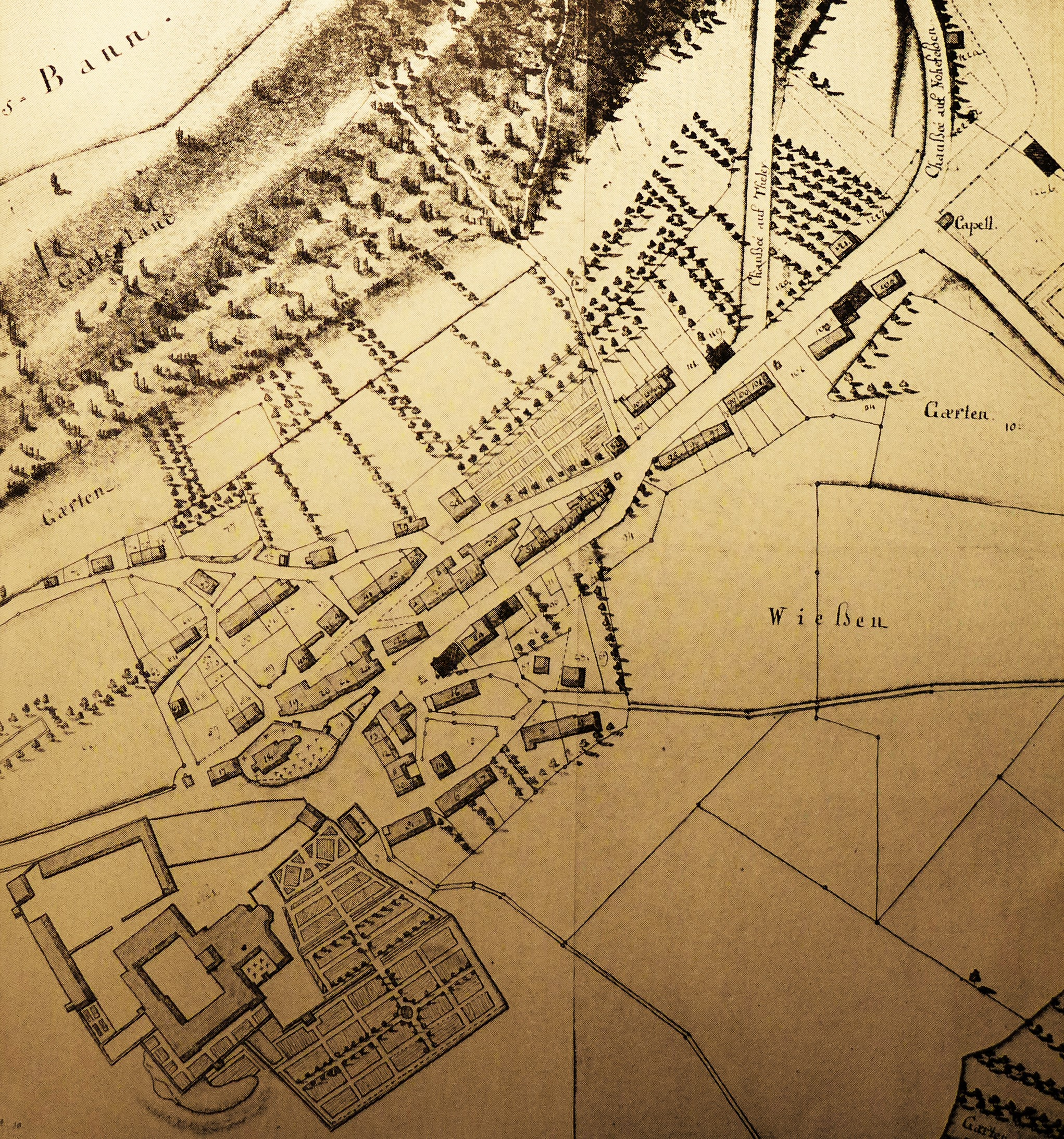
Landesaufnahme Pfalz-Zweibrücken Ende 18. Jh., links unten die Abtei; Nr. 18 Pfarrkirche St. Johannes (1804 abgerissen) mit Dorffriedhof

Unter Abt Antonius von Trier kam es in den Jahren 1613–1616 zu einem Konflikt zwischen der Abtei Tholey und dem lothringischen Herzog Heinrich II., der Tholey seinem unehelich geborenen Sohn Heinrich als Eigentum übergeben wollte. In den Jahren 1617–1638 führte der Tholeyer Abt Martinus Nennich eine erneute innere Reform des Konventes durch, die jedoch durch die Wirren des Dreißigjährigen Krieges unterbrochen wurden. Der Abt musste mehrere Male nach Trier flüchten und am Weihnachtsabend des Jahres 1631 plünderten schwedische Truppen das Kloster.
Zu weiteren kriegerischen Plünderungen kam es unter Abt Mauritius Groffius im Jahr 1655 durch französische Truppen und unter Abt Mauritius Gralinger im Jahr 1696 durch kaiserliche Truppen.

### 18. Jahrhundert
Erst in den Jahren 1712–1730 konnte das Kloster unter Abt Caspar de Roussel renoviert werden. Ein neues Dormitorium wurde errichtet und die Abteikirche mit barocken Altären ausgeschmückt. Die Bauarbeiten wurden unter Abt Theobert d’Hame aus St. Wendel weitergeführt, der das Kirchendach restaurieren ließ und eine neue Orgel anschaffte. Nach seinem Tod im Jahr 1759 gelang es dem Herzogtum Lothringen und dem Königreich Frankreich mit wachsendem Erfolg, Kommendataräbte für Tholey zu ernennen. Somit wurden die Tholeyer Einkünfte des Kirchen- und Klostervermögens auf eine Person unter Befreiung von den Amtspflichten übertragen, was zur wachsenden Zerrüttung der Vermögensverhältnisse und der klösterlichen Disziplin führte. Im Jahr 1787 wechselten Tholey und das Amt Schaumburg durch Tausch von der französischen Krone an das Herzogtum Pfalz-Zweibrücken.
Im Jahr 1793 wurde das Kloster durch französische Revolutionstruppen besetzt, geplündert und gebrandschatzt sowie im gleichen Jahr aufgehoben. Der Konvent flüchtete. Das Klosterarchiv und die Bibliothek wurden weitgehend vernichtet oder zerstreut. Das Kloster wurde als französische Domäne eingezogen. Im Jahr 1798 wurden die Klostergebäude versteigert und von einem Privatmann angekauft.

### 19. Jahrhundert
Im Jahr 1806 wurden die Abteikirche als Pfarrkirche und die an die Kirche angebauten Abbatialgebäude als Pfarrerwohnung Eigentum der Gemeinde. Weitere Klostergebäude waren abgerissen worden.

### 20. Jahrhundert

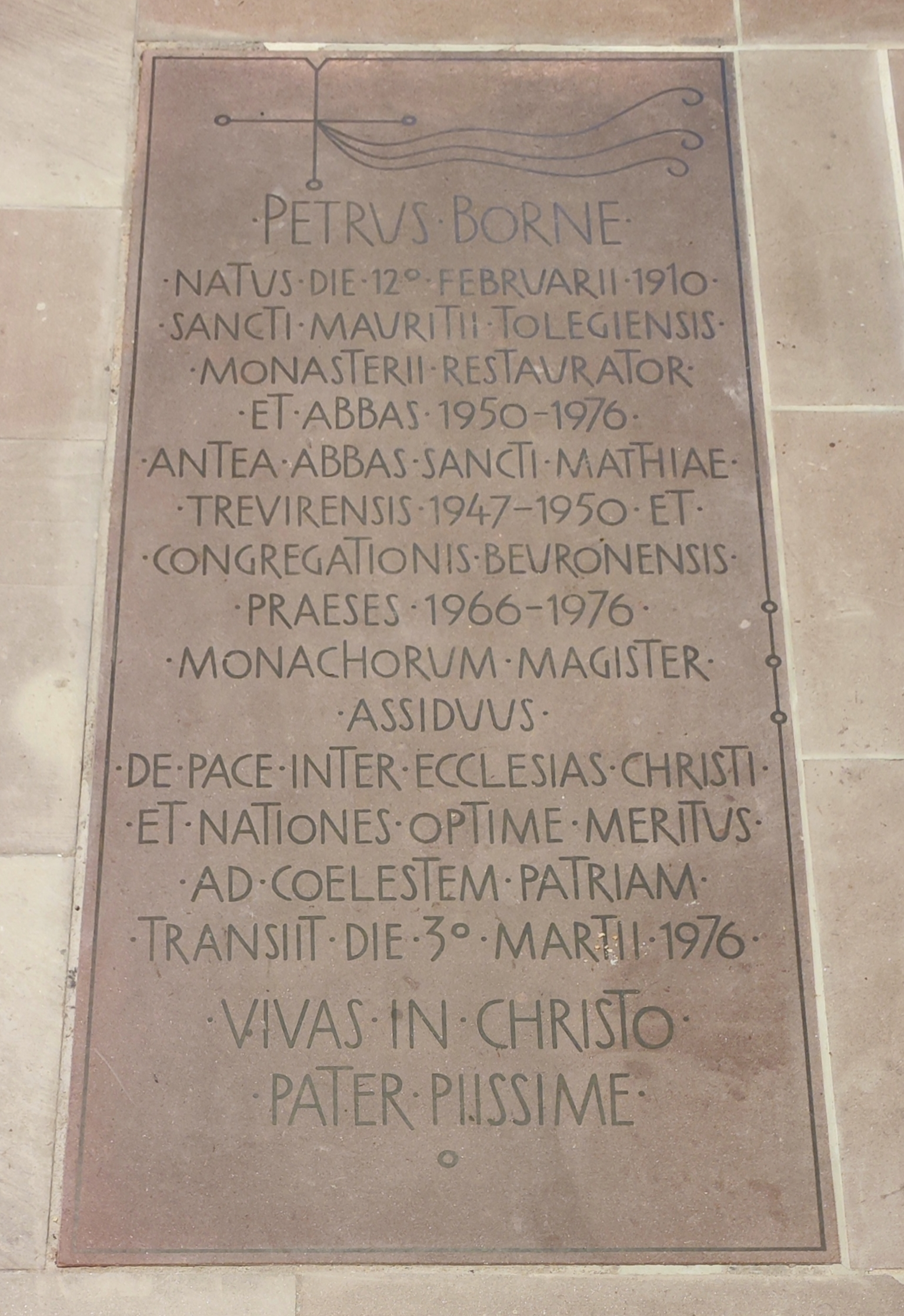
Grablege des Abtes Petrus Borne vor dem Mauritiusaltar

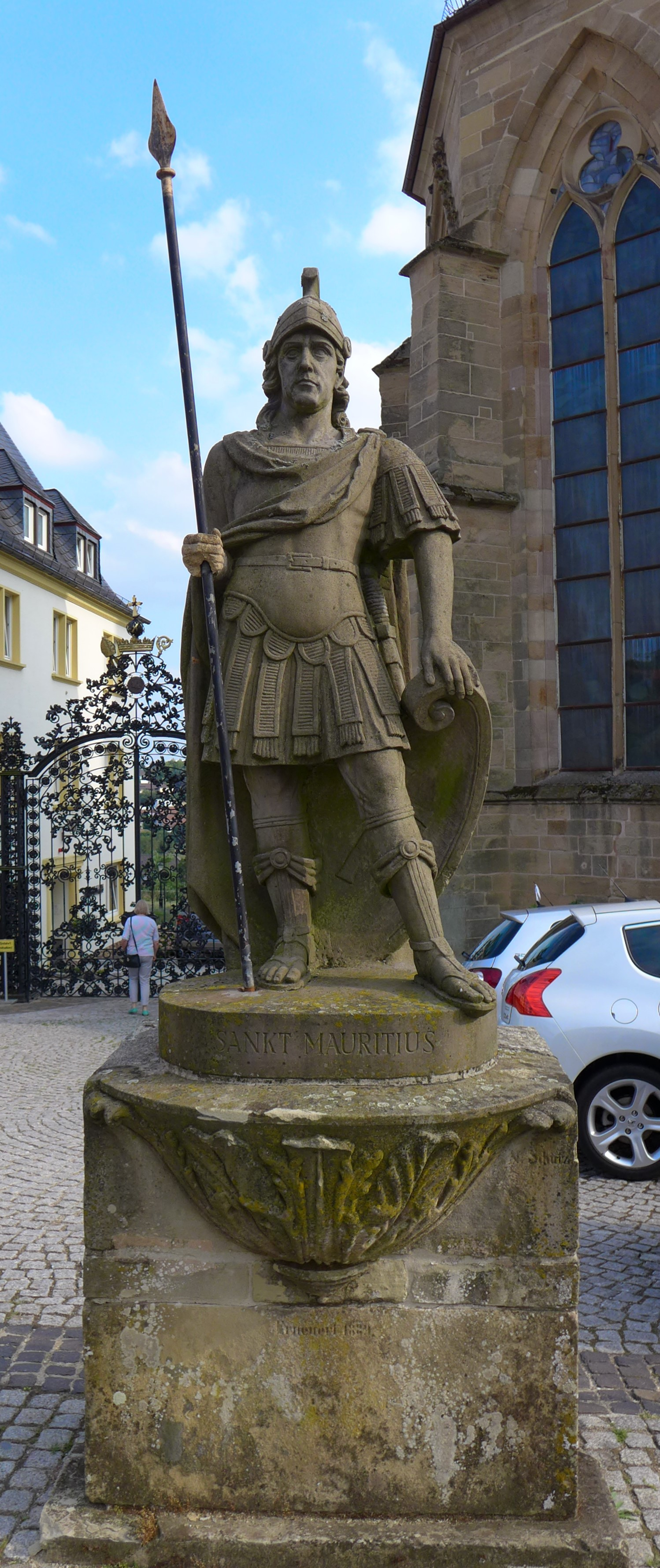
Vorplatz der Abtei Tholey, Sandstein-Statue des Hl. Mauritius als Anführer der Thebaischen Legion, mit Heiliger Lanze aber ohne die schon im 13. Jh. berücksichtigten afrikanischen Gesichtszüge, 2,46 × 0,80 m, Jakob Jausel (Kaiserslautern), 1920er-J.

Die Abtei wurde am 8. Dezember 1949 durch Papst Pius XII. kanonisch wiedererrichtet und am 23. April 1950 von Mönchen aus der Benediktinerabtei St. Matthias in Trier besiedelt. Der Konvent von St. Matthias war 1941 im Dritten Reich aufgehoben worden. Der Konvent übersiedelte zum Teil in die Abtei Maria Laach. Erst im Jahr 1945 konnte sich der Konvent in Trier wieder sammeln, doch herrschte noch eine unklare Situation zwischen Pfarrei und Abtei, sodass sich der Großteil der Gemeinschaft auf das Angebot der saarländischen Landesregierung unter Ministerpräsident Johannes Hoffmann einließ, die aufgehobene Abtei Tholey wiederzubesiedeln. Eine kleinere Konventsgruppe widersetzte sich dieser Verlegung der Abtei und blieb in Trier; so entstanden schließlich zwei getrennte Gemeinschaften. Die Abtei Tholey verblieb in der Beuroner Kongregation, der Konvent in Trier wurde direkt dem Abtprimas unterstellt.
Text der Grabplatte für den Wiederbegründer

in deutscher Übersetzung: „Petrus Borne, geboren am 12. Februar 1910, Wiederbegründer des Tholeyer St. Mauritiusklosters und Abt 1950 bis 1976, vorher Abt des Trierer St. Matthiasklosters 1947 bis 1950 und Vorsitzender der Beuroner Kongregation 1966 bis 1976. Er war ein fleißiger Lehrer der Mönche und machte sich wohlverdient um den Frieden zwischen den Kirchen Christi und den Nationen. Er schritt hinüber in die himmlische Heimat am 3. März 1976. Lebe in Christus, frömmster Vater.“ Text und Entwurf von Pater Robert „Bonifatius“ Köck, OSB, Ausführung durch den Steinmetzbetrieb Paul Schütz, Tholey
Liturgische Anpassung des Kirchenraums:
Die Renovierung der Kirche wurde zur Zeit des Abtes Petrus Borne in den Jahren 1957 bis 1963 mit staatlicher und diözesaner Unterstützung der Regierung des Saarlandes und des Bistums Trier durchgeführt. Dabei wurde der Kirchenraum nach liturgischen Gesichtspunkten neugestaltet. In dieser Zeit gründete Pater Maurus Sabel (1912–2012) die Tholeyer Sängerknaben (1950–1978), einen überregional viel beachteten Knabenchor.
Am 11. März 1985 wählte der Konvent Pater Makarios Hebler zum neuen Abt von Tholey. Hebler, der aus Essen stammte und am 28. Oktober 1971 in die Abtei gekommen war, begann im Jahr 1985 die Restaurierung des Abtsgebäudes. Im November 1997 übernahm Abt Makarios auch das Amt des Pfarrers von Tholey. Mehr als ein Jahrzehnt hatte er die Leitung und Herausgabe der „Studia Regulae Benedicti – interdisziplinäre Studien zur Klosterregel des Hl. Benedikt“ inne.

### 21. Jahrhundert
Im Jahr 2008 stand die Abtei kurz vor dem finanziellen Ruin. Abt Makarios Hebler resignierte darauf am 31. August 2008. Durch den Verkauf von etwa 80 Hektar Land an die Gemeinde Tholey, Unterstützung durch den rund 200 Mitglieder umfassenden Förderverein sowie durch Sponsoren und Finanzmittel vom saarländischen Wirtschaftsministerium und der EU konnte sich die Abtei wirtschaftlich konsolidieren und Bau- und Renovierungsmaßnahmen in Angriff nehmen.
Es entstanden unter anderem eine barockisierende Grünanlage, ein neues Gewächshaus, eine Imkerei und neue Zugangstore. Die Umgestaltung des Umfeldes der Abtei in historisierender Weise konnte durch Spendengelder einer der Abtei nahestehenden Familie realisiert werden. Zu diesen Maßnahmen zählen eine in Würzburg gefertigte barockisierende Brunnenanlage mit Statuen der Jungfrau und Gottesmutter Maria, umgeben von den vier Evangelisten und überreiche barockisierende schmiedeeiserne Arbeiten an mehreren Toranlagen. Ebenfalls wurde der Abtei von der in der Metallbranche tätigen Spenderfamilie (Gebr. Meiser) ein Florentiner Gemälde der Madonna mit Kind (Meister der Angiolini) vom Beginn des 16. Jahrhunderts übergeben. Die im Jahr 2002 nach den Plänen des Architekten Alexander von Branca errichtete Privatkapelle der Familie, die sogenannte Statio Dominus Mundi in Wustweiler, untersteht der kirchlichen Jurisdiktion der Benediktinerabtei Tholey.
Das ehemalige Schwesternwohnheim, das im Jahr 2014 von der katholischen Kirchengemeinde Tholey erworben wurde, gestaltete man zu einem Wohnheim für Flüchtlingsfamilien um. Als Käufer des ehemaligen Schwesternwohnhauses trat der im Jahr 2009 gegründete gemeinnützige Förderverein „Geistliches Zentrum Benediktinerabtei Tholey“ auf.
Die Mönche arbeiten in der Seelsorge und betreiben eine Gastwirtschaft und ein Gästehaus. Im Jahr 2019 lebten 11 Mönche in der Abtei.

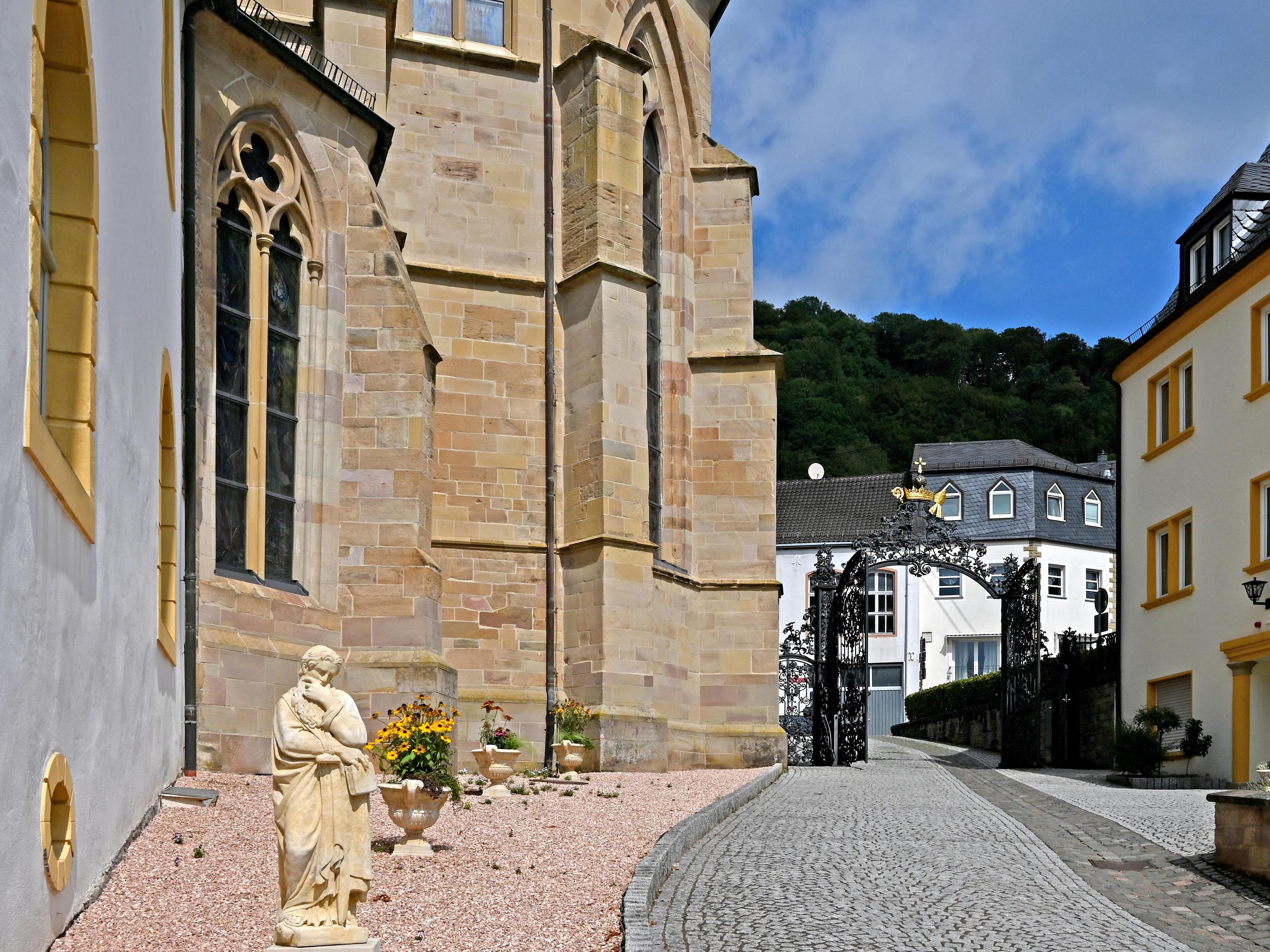
Haupttor mit seitlichen Fußgängerpforten
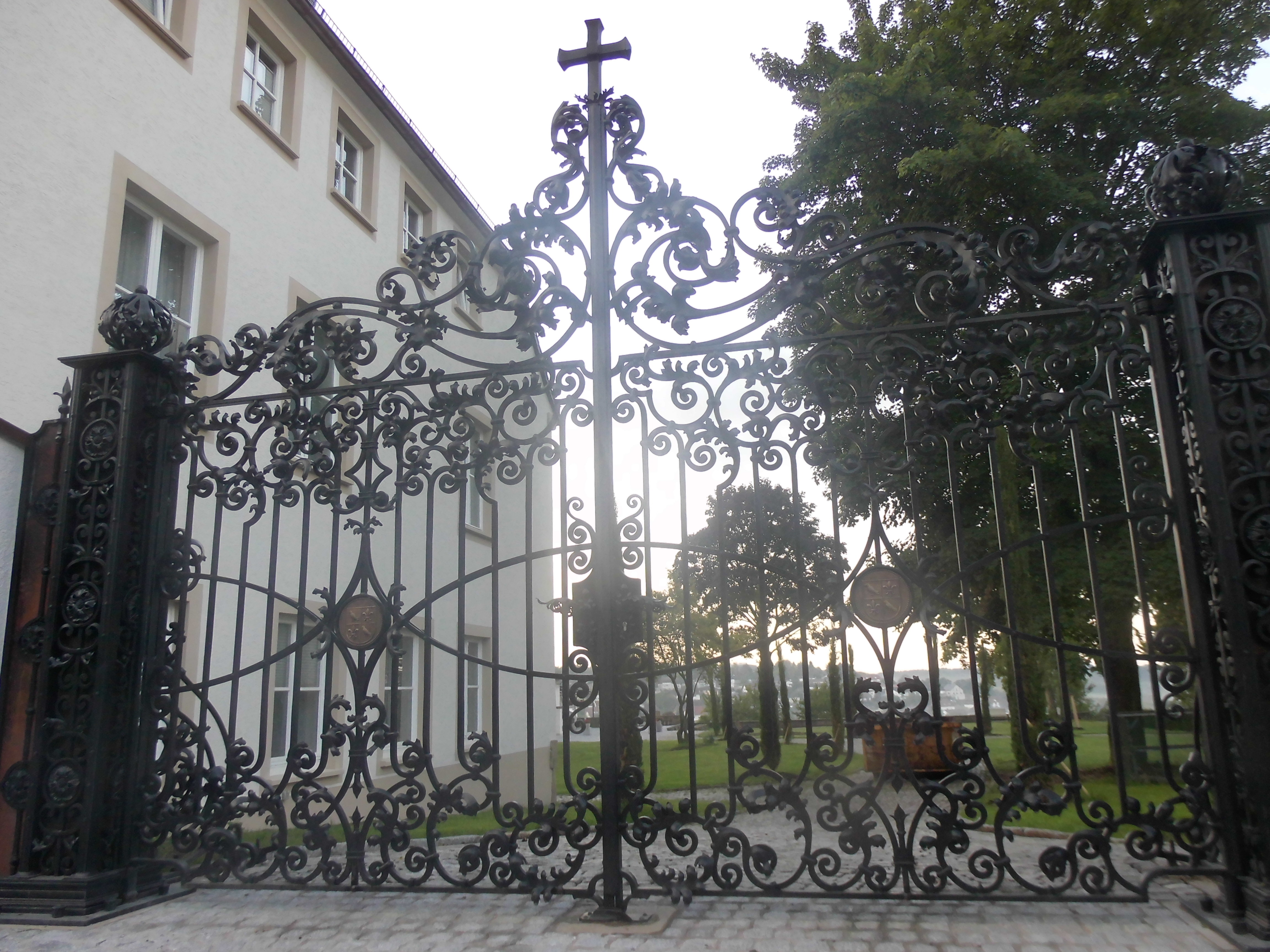
Nebentor
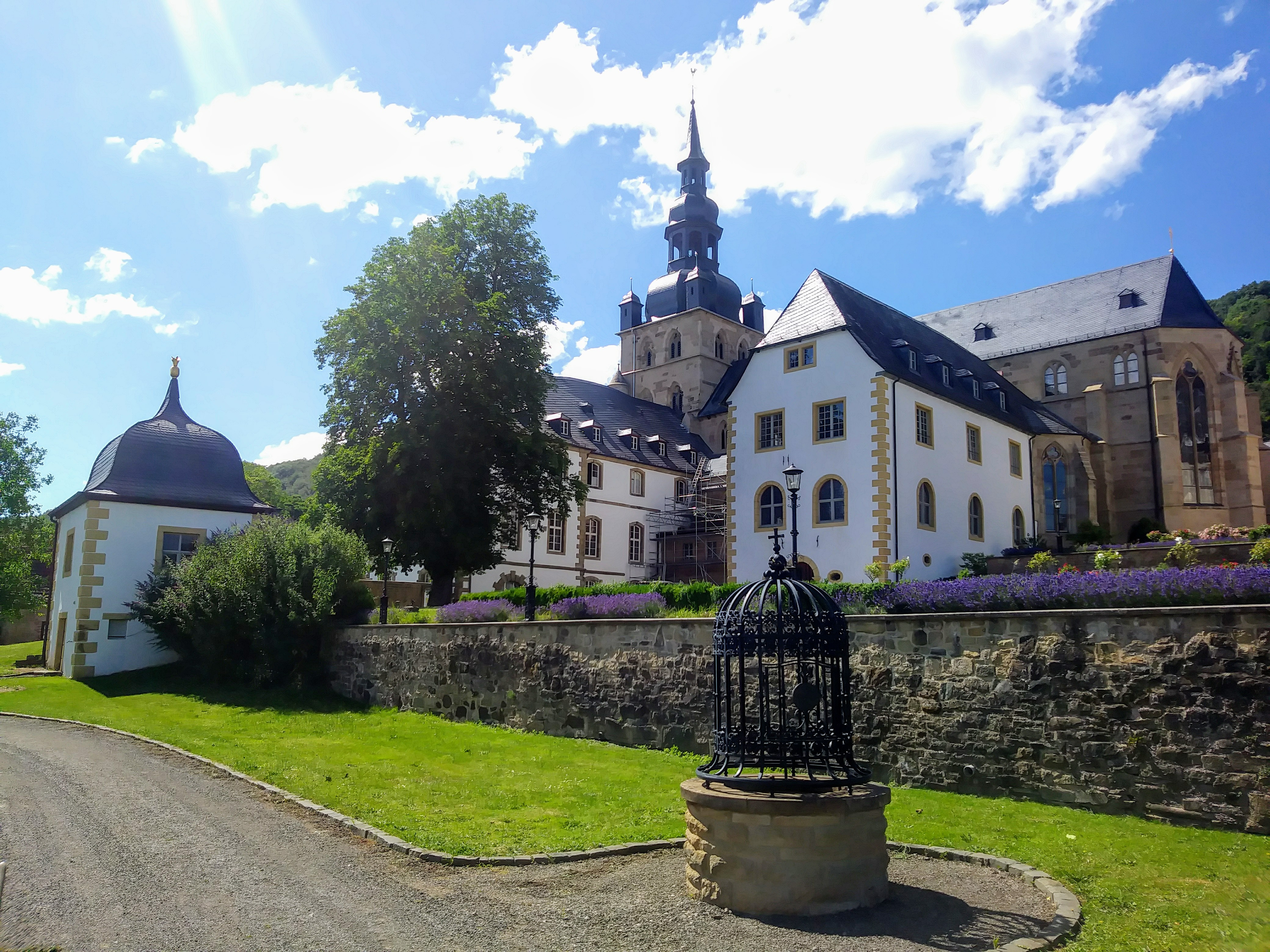
Brunnen mit Gitterhaube
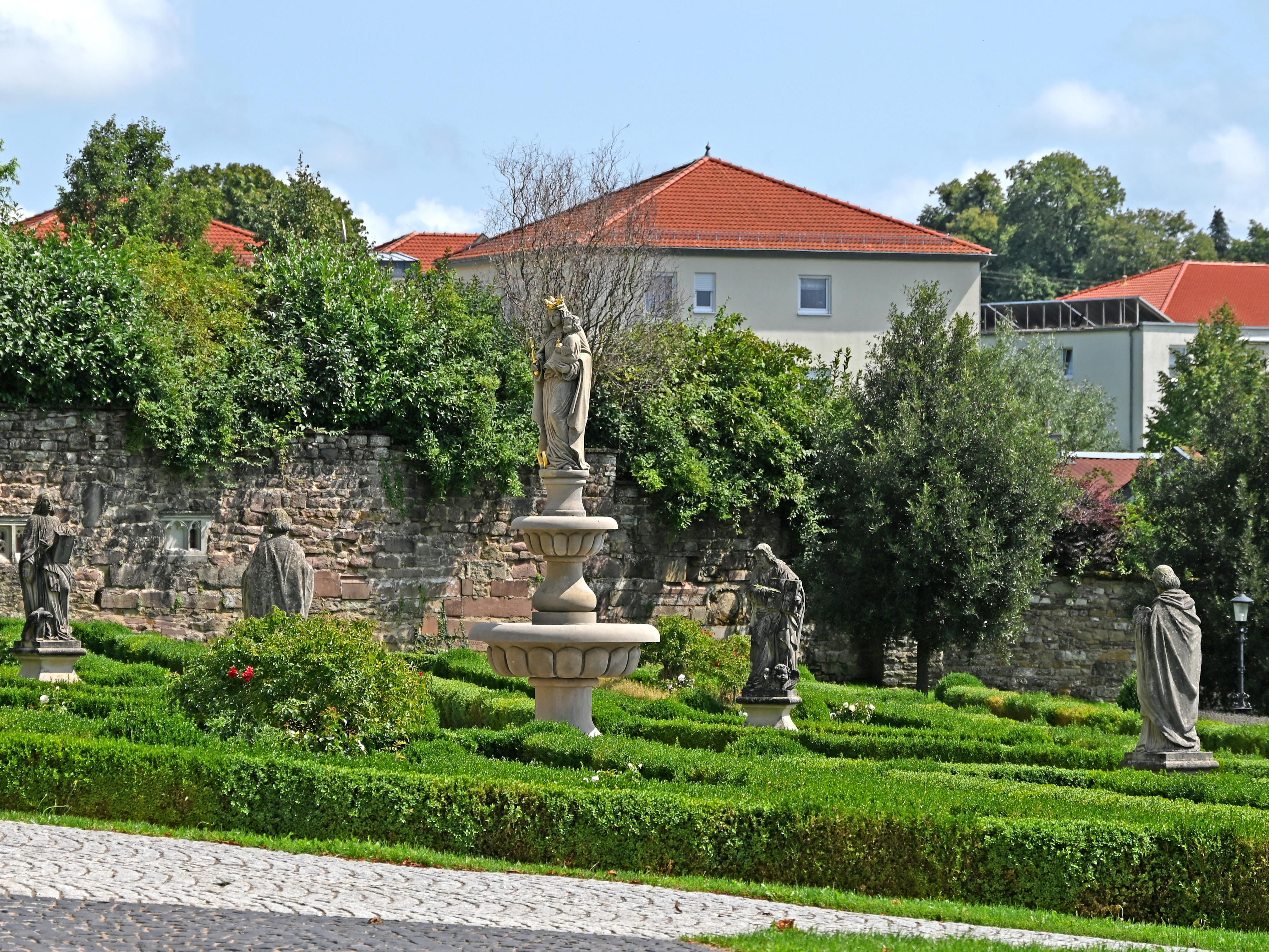
Marienbrunnen und Evangelisten

## Abteikirchen

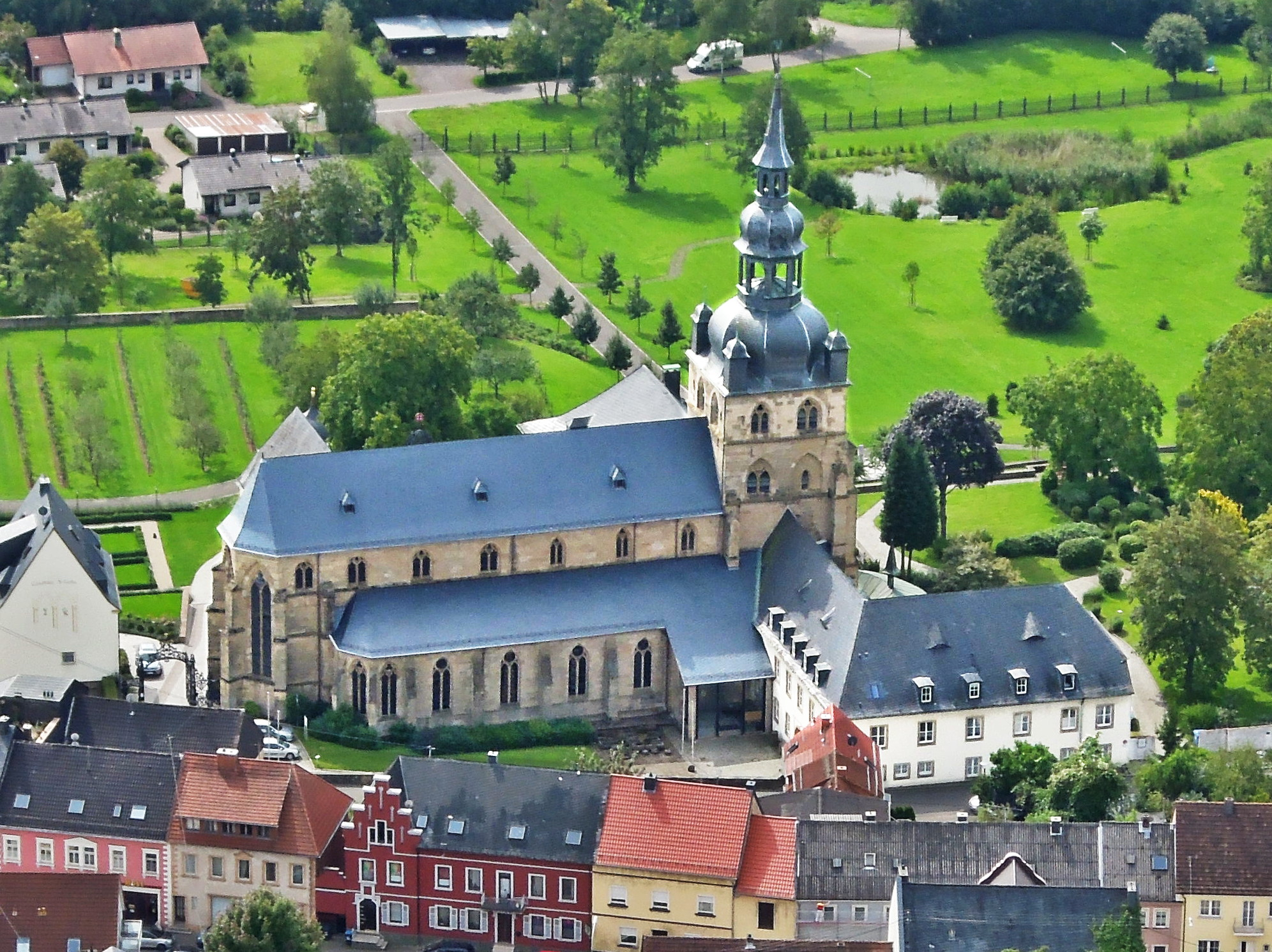
Abteikirche von Süden (vom Schaumberg)

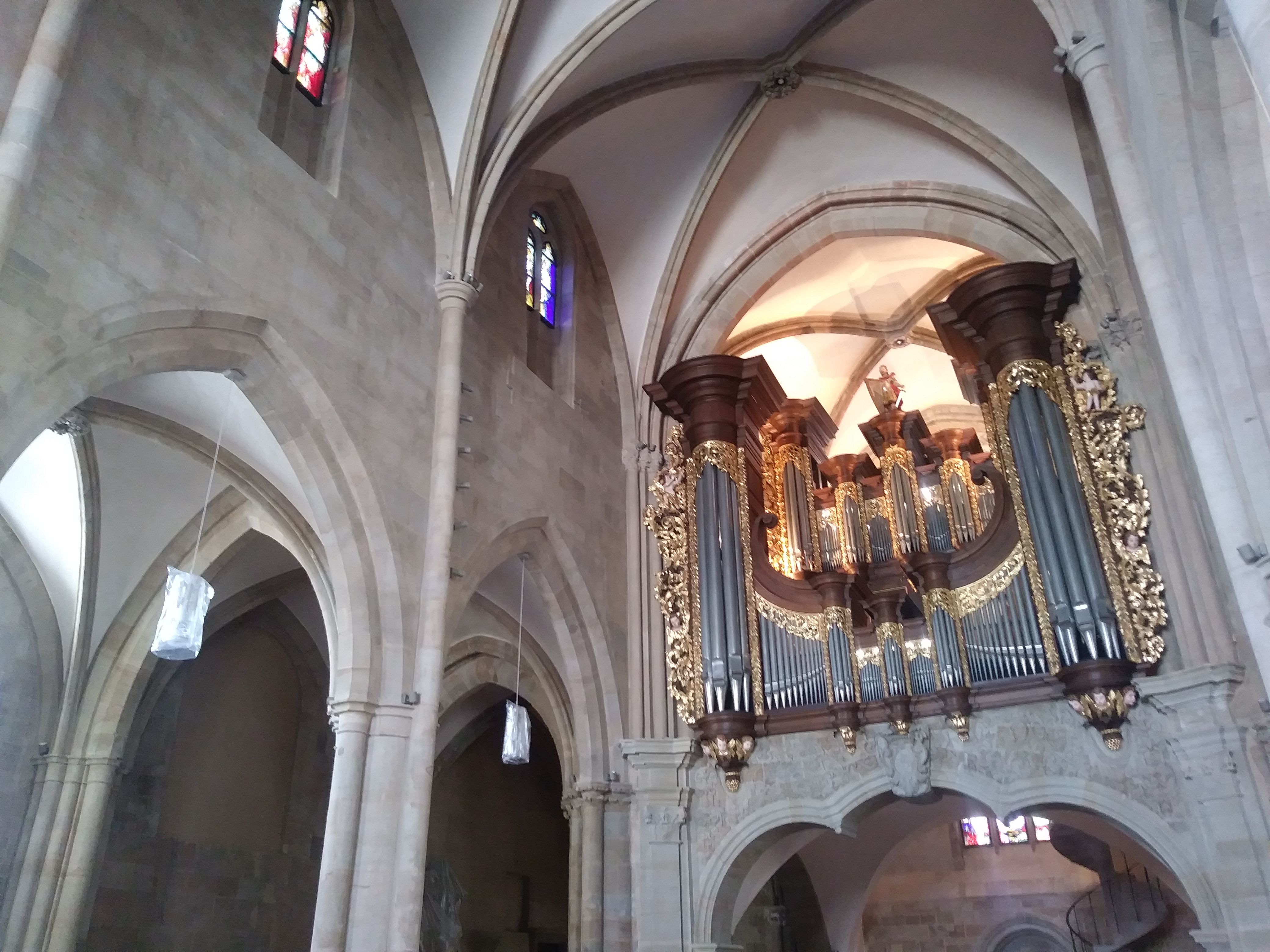
Hauptschiff, Orgel, Seitenschiff

### 7. Jahrhundert
Der erste rechteckige Kirchenbau des fränkischen Adeligen Adalgisel Grimo wurde Anfang des 7. Jahrhunderts in den Resten einer römischen Badeanlage errichtet. Da sich jeder Neubau der Klosterkirche im Verlauf der Jahrhunderte an der Ursprungsausrichtung der römischen Badeanlage orientierte, weicht die heutige Kirche von einer exakten Ostung um 28° nach Nordosten ab.

### 11. Jahrhundert bis 1230
Um das Jahr 750 wurde die Kirche durch eine rechteckige Choranlage erweitert. Nach dem Jahr 1066 wurde die Klosterkirche unter Einbeziehung der Grablege des als Märtyrer verehrten Trierer Bischofs Kuno von Pfullingen unter dem Sakramentsaltar zu einem dreischiffigen Rechteck erweitert. In den Jahren 1216 bis 1230 wurde dieser Bau zum Schutz vor Bränden eingewölbt. Dennoch fiel die Kirche bereits im Jahr 1230 mitsamt den Klostergebäuden einem Großbrand zum Opfer.

### Gotische Basilika
Die heutige Kirche ist eine gotische Basilika ohne Querhaus. Außen fehlen Strebebögen, und innen sind die meisten Kapitelle auffällig schlicht. Aber alle aufrechten Fenster und Schallöffnungen sind mit hochgotischem Maßwerk versehen.

### Neuzeit
Im 18. Jahrhundert wurde die Kirche ein wenig barockisiert.
Seit 1806 ist die Abteikirche die Pfarrkirche der Gemeinde Tholey, aber seit 1950 auch wieder Abteikirche.
Sanierungen Anfang des 20. Jahrhunderts, dann 1957–1963 und jüngst 2018–2021 waren vom jeweiligen Zeitgeschmack beeinflusst, ließen aber das Kirchenbauwerk im Wesentlichen intakt.

## Liste der Äbte
Der Abtei Tholey standen im Laufe ihrer Geschichte folgende Äbte vor:
- Unbekannt (später tituliert als Magister Pauli)
- 626–643/47 Paulus (Bischof von Verdun)
- 634 Grimo
- nach 634 Leo
- Chrothmerus
- 662/75 Craudingus
- Frodoinus
- vor 662/75 bis nach 682/83? vor 687 (Croduuinus, Croduinus)
- 700? Herbertusum
- ? ? Hnodo, Ando
- Fideardus
- vor 781 Anno
- Buotmerus
- vor 823/25? Hildi (Hildinus)
- 823/25–847 (episc. Virdunensis)
- Theodefridus episc. (Chorbischof?)
- Guilliharius
- Rogobertus
- Sigehardus
- Eberinus
- Ermenaldus
- 855/60 – um 865 Adalelmus
- Stephanus Bertehadus episc. (Chorbischof?)
- Hildinus (episc. Virdunensis)
- 847 bzw. nach 856–870 Hatto (episc. Virdunensis)
- 870–879 Bernhardus (episc. Virdunensis)
- 880–923 Dado (episc. Virdunensis)
- Bernoinus
- 923/25–939 (Bernouuinus, Barnoinus)
- 939 bis vor 947 Bernigerus (Berengarius)
- Bernhardus
- vor 947 bis um 972 (Berahardus, Berardus)
- nach 972o Adol
- vor 988 Ruobertus
- 988–1001? Blicherus
- vor 1000/01? Ebruinus II.
- nach 1000/01?–vor 1018 Gerhardus
- um 1018 bis nach 1036 Eberwinus III.
- nach 1036 Folradus
- vor 1066 Conradus
- um 1066 Aberhardus/abbo
- nach 1066 Arnoldus
- Hieronimus
- Bertolfus
- Hildericus
- vor 1136 Bertoldus
- um 1136 Rudolfus
- vor 1142 bis vor 1157 Theodericus
- um 1157 bis 1185 Gregorius
- 1186 bis vor Mai 1222 Viricus
- um 1222–1235 Thomas I.
- 1235–1260 Henricus I.
- 1260–1260/63 Henricus II.
- 1264–1280 Hugo
- 1280–1292/94 Wilhelmus
- 1292/94 Heynricus III. de indagine (Henricus III. von Hagen)
- 1292/94–1305 Folmarus
- 1306–1333/37 Emicho de superiori lapide (Emicho von Oberstein)
- um 1337–1345/46 Reynoldus
- 1346–1353/54 Philippus de indagine (Philipp von Hagen)
- 1354–1362/76 Betzelinus de sotteren (von Sötern)
- 1362/76–1401/21 Boemundus/Beymondus de sotteren (von Sötern)
- 1401/22–1442 Thomas II. de sotteren (von Sötern)
- 1442–1465/66 Johannes von Ellenbach
- 1466–1474 Nicolaus de Lebensteyn (Nikolaus von Löwenstein)
- 1475–1479 Casperus de dalem (Caspar von Dalem)
- 1479–1489 Damianus de Lommerswiler
- 1489–1517 Gerhardus de Hassellt
- 1517–1520 Jodocus von Köln
- 1520–1526 Thilmanus de Embrice
- 1527–1531 Balthasar de Trajecto (von Utrecht)
- 1531–1540 Gerhard von Gouda
- 1540–1572 Robert von Wyck
- 1572–1581/82? Lucas von Aufeld
- 1582–1617 Antonius von Trier
- 1617–1638 Martinus Nennigh
- 1638–1688 Maurus Groffius
  - 1659–1671 Aemilian Wiltz, Koadjutor
  - 1680–1688 Mauritius Gralinger, Koadjutor
- 1688–1712 Mauritius Gralinger
- 1712–1730 Caspar de Roussel
- 1730–1759 Theobert d’Hame
- 1758–1768 Maximinus Motté
- 1768–1785 Salvinus Schaadt
- 1768–1793 Pierre de Salabert, Kommendatarabt

Seit der Wiederbesiedlung:
- 1949–1976 Petrus Borne
- 1976–1981 Hrabanus Heddergott
  - 1982–1985 Athanasius Weber (Prior-Administrator)
- 1985–2008 Makarios Hebler
  - 2008–2014 Mauritius Choriol (Prior-Administrator)
- 2014–2025 Mauritius Choriol[37][38] †
- 2025 N.N.

## Mit der Abtei Tholey verbundene Persönlichkeiten
- Abbo († 716), Er war Lehrer der Klosterschule und Novizenmeister der Abtei, bevor er 715 bis 716 Bischof von Verdun wurde.
- Adalhard I. († 865), Seneschall des Kaisers Ludwig des Frommen und der Kaiserin Judith, Laienabt von Tholey[39]